# Stictococcidae
Stictococcidae Lindinger è una piccola famiglia di insetti, appartenente all'ordine dei Rincoti (Homoptera: Coccoidea). La famiglia è presente solo nella regione afrotropicale.

## Descrizione
La femmina ha un corpo appiattito, portante lunghe setole sul dorso. Il margine del corpo è rilevato e porta una fitta frangia di setole grosse e relativamente lunghe. Un altro carattere distintivo è la posizione dell'apertura anale, ubicata sul dorso quasi al centro del corpo. L'apertura anale è circondata da un anello sclerificato.
Le antenne sono brevi ma pluriarticolate, le zampe ugualmente brevi ma bene sviluppate.

## Biologia
Lo sviluppo postembrionale si attua attraverso due stadi di neanide nella femmina e due di neanide e due di ninfa nel maschio. In questa famiglia si riscontra un dimorfismo sessuale già a livello di neanide di 1ª età. Le neanidi di sesso femminile presentano l'apertura anale in posizione centrale sul dorso del corpo ed hanno un apparato boccale ben sviluppato e funzionale; al contrario, le neanidi di sesso maschile presentano l'apertura anale nella zona posteriore del corpo, hanno un apparato boccale atrofico e non si alimentano in quanto ricevono le risorse nutritive dalla madre.
Sono cocciniglie fondamentalmente polifaghe. In genere si rinvengono su piante delle famiglie delle Annonaceae, delle Fabaceae, delle Sterculaceae e delle Euphorbiaceae, ma il numero delle famiglie che sono occasionalmente attaccate è molto più alto. Frequenti sono i danni anche su piante di interesse economico, come il caffè, il cacao e la manioca.

## Sistematica
La famiglia comprende 16 specie ripartite fra tre generi:
- Hockiana
- Parastictococcus
- Stictococcus